# Последний бронепоезд
«Последний бронепоезд» (бел. Апошні бронецягнік) — совместный российско-белорусский телесериал 2006 года.

## Сюжет
Михаил Романов (Лесоруб) — бывший генерал-майор, попавший под нож сталинских чисток в армии и отправленный в лагеря. В начале войны его вместе с другими зеками отправляют на фронт в Беларусь. В составе подкрепления он отправлен в расположение 63-го стрелкового корпуса, только что попавшего в окружение в районе реки Друть.
Корпусом командует старый друг Романова комкор Леонид Мальцев. В прологе фильма немецкая диверсионная группа, возглавляемая подполковником Херманном захватывает стратегический мост через реку, отрезав корпусу последнюю связь с частями регулярной армии. Командир группы принимает решение внедриться в штаб Мальцева и подсаживается на состав с подкреплением, на котором следует Романов. Под видом «делегата связи старшего лейтенанта Шевцова» он внедряется в штаб Мальцева.
Тем временем вторая немецкая диверсионная группа захватывает батарею прикрытия станции, куда должен прийти поезд с подкреплением и когда поезд прибывает на станцию, открывает огонь и уничтожает бо́льшую часть прибывших солдат. Романов со вторым заключённым (Лазарь), машинистом поезда Фадеевым и бойцом из охранения спасаются, уничтожают диверсантов на батарее и угоняют оставшийся целым паровоз.
Комкору Мальцеву нужно выводить остатки корпуса из окружения и для уничтожения немцев на мосту он принимает решение задействовать свой последний резерв — стоящий в укрытии около станции Ольховка бронепоезд. Для встречи бронепоезда на станции, он направляет туда своего помощника полковника Гирявого. С ним вызывается ехать Херманн-Шевцов, который по дороге берёт Гирявого в плен и доставляет к немцам, где от начальника политического отдела удаётся получить информацию о времени подхода поезда. На станцию немедленно выдвигается отряд немцев. Гирявого прихватывают с собой — он является для немцев ключевой фигурой в плане по захвату поезда.
Тем временем у сбежавшего Романова и его новых друзей заканчиваются дрова и паровоз встаёт. Идя вдоль железной дороги, они встречаются с идущим в Ольховку бронепоездом и команда их арестовывает.
Встретив бронепоезд, полковник Гирявой под предлогом оглашения приказа Сталина выстраивает перед бронепоездом всю команду, которую тут же расстреливают фашисты.
Романов видит расстрел команды бронепоезда и принимает решение угнать его. На уходящий поезд успевает сесть сбежавший от немцев Гирявой, который сталкивается с Романовым нос к носу. Романов узнаёт полковника — ведь это по его доносу он попал в тюрьму. На следующий день Романов выводит Гирявого в лес и за сдачу бронепоезда расстреливает, предварительно получив у него информацию, что бронепоезд должен в условленное время любой ценой выйти на мост и огнём поддержать прорывающиеся части корпуса.
У Херманна в свою очередь стоит своя задача — не допустить выхода бронепоезда на мост, и он начинает за ним охоту. Два раза поезд оказывается под угрозой захвата диверсионной группой, но каждый раз Романову, принявшему командование, удаётся увести его из-под носа у немцев. Тогда обманным путём Херманн проникает на борт поезда (до этого он расстреливает одного из десантников за невыполнение приказа, за это его отправляет под расстрел бывший заместитель Клюге, но Херманну удаётся убить двух конвоирующих десантников в лесу и сбежать, попутно встретив группу солдат с Лесорубом которые занимались разведкой местности). Параллельно до этого экипаж на одной из станций освобождает пленных солдат, среди которых оказывается несколько рецидивистов. Они полагают, что Романов просто сдаст их в особый отдел после прибытия и принимают решение сами захватить бронепоезд. Но их очень удачно берёт под опеку Херманн, предлагая им действовать совместно. Впятером им практически удаётся захватить поезд, однако благодаря действиям экипажа преступники уничтожаются, а Херманн спрыгивает с поезда. Романов, к тому времени уже понявший, что Херманн — немецкий диверсант («староват он для лейтенанта»), даёт машинисту указание полным ходом идти на мост и спрыгивает с поезда вслед за Херманном. После непродолжительной погони и драки Романову удаётся нейтрализовать диверсанта.
Поезд тем временем к назначенному времени не успевает выйти на мост, и Мальцев принимает решение начать прорыв без поддержки. Две атаки заканчиваются неудачно, но к началу третьей бронепоезд всё же въезжает на мост и огнём обеспечивает прорыв.

## Съемки фильма
Фильм снимался вблизи железнодорожного моста через реку Вилия на участке Молодечно — Полоцк, около города Вилейка.

## В ролях
- Андрей Панин — Михаил Алексеевич Романов / Лесоруб
- Андрей Соколов — подполковник Вермахта Дитрих Херманн / старший лейтенант Шевцов
- Екатерина Редникова — Соня Эбель / Соня Никодимова
- Марина Александрова — Тома, дочь комкора Мальцева
- Иван Кокорин — Лёха Лазарь
- Денис Никифоров — Михаил Тепло
- Олег Корчиков — Григорий Фадеев
- Анатолий Кот — полковник Пётр Гирявой
- Александр Тютин — комкор Мальцев
- Андрей Олефиренко — Александр Серпень
- Дмитрий Муляр — майор Щербань
- Постановщик трюков: Игорь Новоселов.

## Саундтрек
- Был использован саундтрек из фильмов «Матрица: Революция», «Властелин Колец» и «Ван Хельсинг».
- В сценах где десантники приезжают на цеметный завод и где драка Лесоруба с Херманном, играет трек из фильма «Троя», когда дрались Ахиллес и Гектор.
- В ряде сцен фильма звучит первая часть первого скрипичного концерта Генрика Венявского.